# Lars Jørgen Madsen
Lars Jørgen Madsen (født 19. juli 1871 i Dyrlev, Beldringe, død 1. april 1925 i Harridslev) var en dansk læge og konkurrenceskytte og OL-medaljetager. Er med fem medaljer den dansker, der har vundet flest OL-medaljer nogensinde.
Lars Jørgen Madsen flyttede i 1893 til København for at studere til læge på Københavns Universitet. Efter studierne flyttede har i efteråret 1900 til Harridslev ved  Randers.
Lars Jørgen Madsen deltog ved de Olympiske Lege fem gange. Ved legene i Paris, 1900, vandt han guld i riffelskydning, 300 m, stående. Ved legene i Stockholm, 1912 vandt han sølv i riffelskydning, 300 m, tre positioner individuelt og bronze med holdet. Han vandt sit andet OL-guld i holdkonkurrencen i riffel ved legene i Paris, 1920 og yderligere en sølvmedalje i riffelskydning, 300 m fri stående. Han deltog også i legene i London, 1908 og i Paris, 1924 uden at vinde medaljer. Totalt gjorde han 26 OL-starter.
Lars Jørgen Madsen var medlem af Kjøbenhavns Skytteforening og Randers Amts Skytteforening. 

## OL-medaljer
- Sølv 1920 Militærriffel, 300 m, stående
- Guld 1920 Riffelskydning, Hold, 300 m fri riffel, stående
- Bronze 1912 Riffelskydning, Hold, 300 m fri riffel, stående
- Sølv 1912 Riffelskydning, 300 m, 3 positioner
- Guld 1900 Riffelskydning, 300 m, stående